# 183 Club
183 Club es una banda juvenil de taiwaneses representada por la compañía Jungiery. Originalmente llamada "183 Yu Le Bu", o "Grupo de Entretenimiento 183", decidió reducir su nombre a "183 Club". El nombre surge de la altura promedio de los cinco miembros originales, que es de aproximadamente 183cm. Sin embargo, es cierto que solo un miembro tiene realmente 183cm de altura: Johnny Yan, el exlíder de dicha banda musical.
Han actuado en varios dramas taiwaneses, tales como Los Magos de Amor, El príncipe que se convierte en una rana y Le Robe de Mariage des Cieux.

## Miembros

### Actuales
- Ming Dao
- Sam Wang
- Ehlo Huang

### Anteriores miembros
- Jacky Chu, despedido por comportamiento descontrolado y rumores de abuso de drogas.[1]

- Johnny Yan Se retiró para dar paso a su carrera en el Baloncesto profesional.

## Filmografía
- My MVP Valentine (2002)
- Westside Story (2003)
- Top on Forbidden City (2004)
- In Love With A Rich Girl (2004)
- Le Robe De Mariage Des Cieux (Heaven's Wedding Gown) (2004)
- The Prince Who Turns Into A Frog (2005)
- The Magicians of Love (2006)
- Legend of Star Apple (2006)
- Angel Lover (2006)
- Rocks Paper Scissors (2006)
- Ying Ye 3 Jia 1 (2007)
- Mean Girl A Chu (2007)
- Your Home is My Home (2007)

## Discografía
- La Robe De Mariage Des Cieux (Heaven's Wedding Gown) OST (2004)
- The Prince Who Turns Into A Frog OST (2005)
- The Magicians of Love OST (2006)
- The First Album (2006)
- Angel Lover OST (2007)
- Love Miracle 1
- Love Miracle 2
- Love Miracle 3